# Wahlen 1956
◄◄ | ◄ | 1952 | 1953 | 1954 | 1955 | Wahlen 1956 | 1957 | 1958 | 1959 | 1960 | ► | ►►

Weitere Ereignisse
Folgende Wahlen fanden im Jahr 1956 statt:

## Afrika
- Ägypten: Referendum
- Britisch-Togoland: Referendum
- Goldküste (später Ghana): Wahl zur Gesetzgebenden Versammlung
- Italienisch-Somaliland: Parlamentswahl
- Kenia: Wahlen zum Legislativrat 1956/57
- Nyasaland (seit 1964 Malawi): Parlamentswahl
- Tunesien: Wahl zur Verfassunggebenden Versammlung

## Amerika
- US-Präsidentschaftswahl (→ Dwight D. Eisenhower)
- Wahl zum US-Senat
- Wahl zum US-Repräsentantenhaus

## Asien
- Burma: Unterhauswahl
- Ceylon: Parlamentswahl → Bandaranaike
- Iran: Parlamentswahl
- Japan: Sangiin-Wahl

## Europa
- Deutschland 
  - Baden-Württemberg: Landtagswahl
  - Kommunalwahlen in Hessen 1956

- Österreich 
  - Landtagswahl im Burgenland
  - Landtagswahl in Kärnten
  - Nationalratswahl in Österreich

- Finnland: Präsidentschaftswahl
- Frankreich: vorgezogene Parlamentswahl, Guy Mollet bildet das Kabinett Mollet
- Griechenland: Parlamentswahl, Konstantinos Karamanlis bleibt Ministerpräsident
- Island: Parlamentswahl
- Italien: Landtagswahl in Südtirol
- Niederlande: Parlamentswahl
- Schweden: Reichstagswahl
- Schweiz: Bundesratswahl 1965